# Ellisland Farm

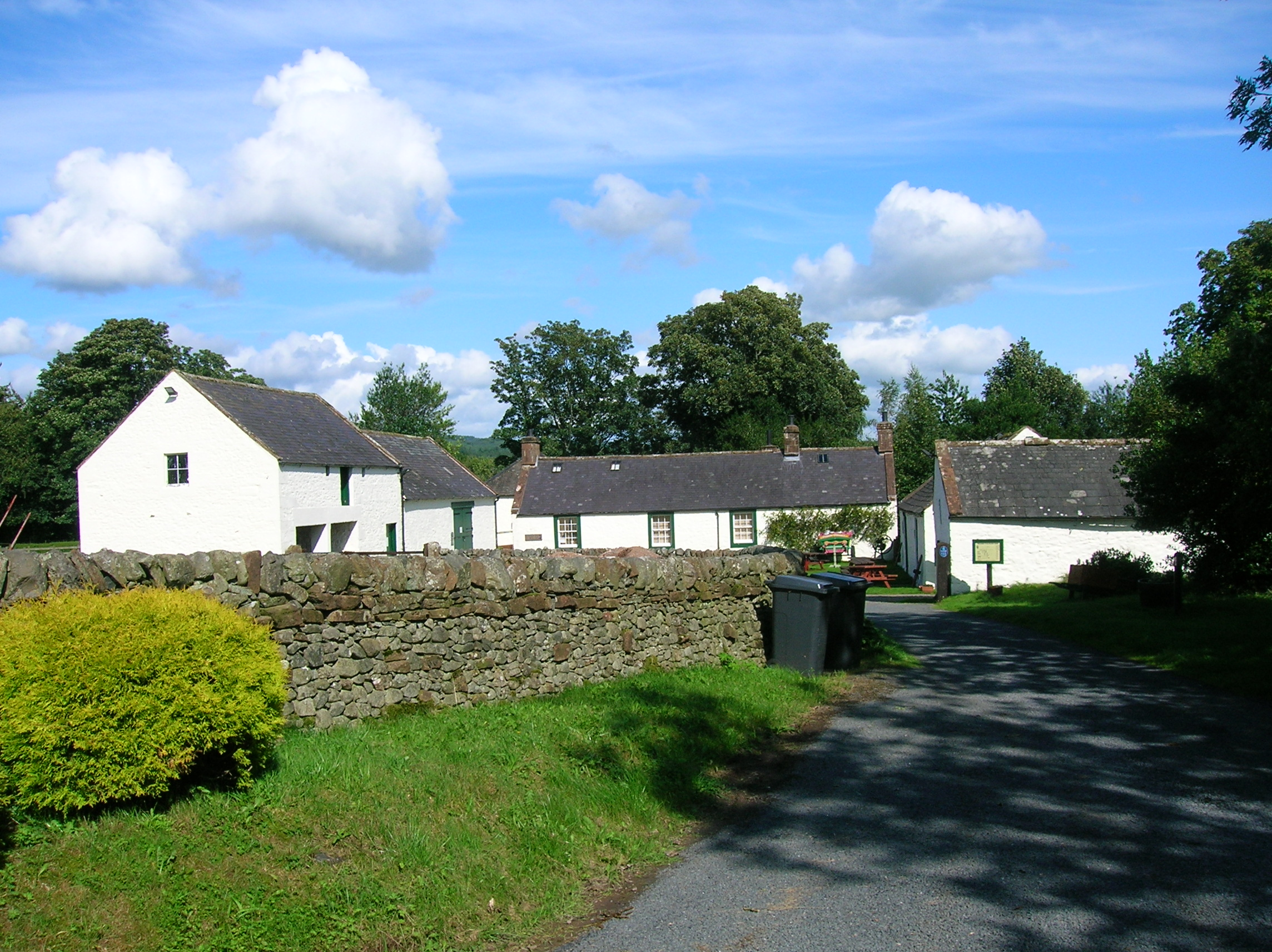
Ellisland Farm

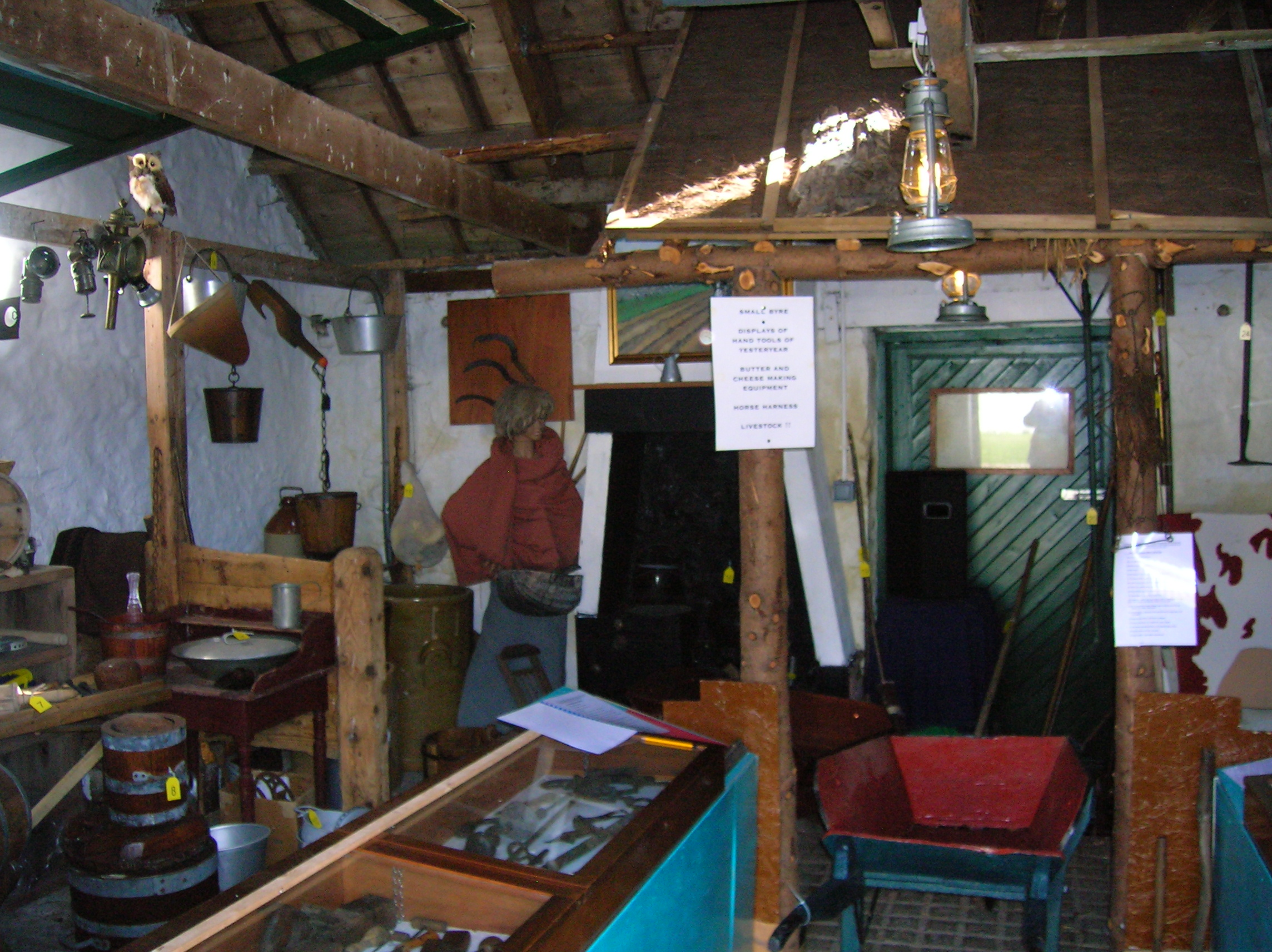
Ausstellung im Innenraum

Die Ellisland Farm ist ein Bauernhof nahe der schottischen Ortschaft Auldgirth in der Council Area Dumfries and Galloway. 1971 wurde das Bauwerk in die schottischen Denkmallisten in der höchsten Denkmalkategorie A aufgenommen.

## Geschichte
Im Jahre 1777 erwarb Patrick Miller das Grundstück. Miller, der bekannt für die Erprobung neuer landwirtschaftlicher Verfahren war, erbaute den Bauernhof und bot 1787 dem Dichter Robert Burns den Hof zum Kauf an. Am 11. Juni des folgenden Jahres pachtete Burns den Bauernhof. Da er zunächst noch ein Bauernhaus errichten musste, bewohnte er den Hof jedoch nicht vor dem folgenden Sommer. Da die ausgelaugten Böden nicht den erwünschten Ertrag abwarfen, wandte sich Burns der Viehwirtschaft zu. Doch auch dieses Unternehmen blieb weitgehend erfolglos, weshalb er die Landwirtschaft aufgab und nach Dumfries zog. Dort bewohnte er zunächst eine Wohnung unter der Adresse 5–11 Bank Street.
Während der Zeit auf der Ellisland Farm schrieb Burns mehrere bedeutende Werke, darunter auch das Gedicht Auld Lang Syne. Nachdem der Bauernhof noch bis 1921 bewirtschaftet wurde, kaufte der Präsident des Edinburgh Burns Clubs das Anwesen und öffnete es für Besucher.

## Beschreibung
Der Bauernhof liegt abseits der A76 am rechten Ufer des Nith rund drei Kilometer südlich von Auldgirth. Das Mauerwerk der Gebäude besteht aus Bruchstein mit farblich abgesetzten Natursteineinfassungen. Neben dem einstöckigen Bauernhaus gehören verschiedene Wirtschaftsgebäude zu dem Komplex. Diese sind teilweise zweistöckig und mit weiten Toren ausgestattet. Abgesetzt am Nith-Ufer steht ein einstöckiger Schuppen mit Pyramidendach. Sämtliche Dächer sind mit Schiefer eingedeckt. Eine Bruchsteinmauer fasst den südlich gelegenen Garten ein.